# Nemes Krisztián (katona)
Nemes Krisztián (1976 – Afganisztán, Pol-e Homri közelében, 2008. július 12.) hivatásos katona, százados, posztumusz őrnagy.

## Élete

### Katonai pályája
1994-ben nyert felvételt a Kossuth Lajos Katonai Főiskola műszaki szakára, melyet 1998-ban sikeresen el is végzett. Augusztus 20-án avatták hadnaggyá és került első tiszti beosztásba, mint tűzszerész szakaszparancsnok a MH 1. Honvéd Tűzszerész és Aknamentesítő Zászlóalj állományába. 2002. január 1-jétől tűzszerész századparancsnok-helyettes, majd századparancsnok (2004. szeptember 1.). 2006. március 1-jétől kiképző tiszt (speciális tűzszerész), majd a szervezeti változást követően, a jogutód MH 1. Honvéd Tűzszerész és Hadihajós Zászlóalj kiképzési részlegvezetője (2007. március 1.). 2008. március 1-jétől vezető tűzszerész. Mindeközben két misszióban is teljesített szolgálatot, úm. az SFOR (1999. június 30. – december 31.) és az ŐBZ koszovói köteléke (2002. július 16. – 2003. január 28.). 2001. augusztus 20-án léptették elő főhadnaggyá, majd 2004. szeptember 1-jétől százados.

### Szolgálat a PRT4-ben
A MH Tartományi Újjáépítési Csoport tűzszerész részlegének parancsnokaként 2008. június 27-én került Camp Pannóniába – a PRT4 táborába – ahol a hősi halált halt Kovács Gyula posztumusz hadnagy helyét vette át. Július 12-én a Kunduz városába vezető útra vezényelték a tűzszerészeket. A tábortól mintegy ötven kilométerre robbanószerkezetet találtak. A százados egy helyi afgán rendőrrel kezdte meg a felderítést. A szerkezet felrobbant. A robbanásban a rendőr megsérült, Nemes Krisztián százados pedig életét vesztette. Szekeres Imre honvédelmi miniszter hősi halottá nyilvánította, és posztumusz őrnaggyá léptette elő.